# Comté de Glenelg
Le comté de Glenelg est une zone d'administration locale dans le sud-ouest du Victoria en Australie.
Il est traversé poar la Princes Highway. Il résulte de la fusion en 1995 de l'ancien comté de Glenelg avec le comté de Heywood et la ville de Portland. Le comté comprend les villes de Casterton, Heywood, Merino et Portland.